# V Live
V Live (стилізується як VLIVE), яку ще іноді називають V App, — це південнокорейська служба потокового відео в прямому етері, яка дозволяє знаменитостям, транслювати відео в прямому етері, наприклад, сеанси чату з фанатами, виступи, реаліті-шоу та шоу нагород через інтернет. Сервіс доступний для потокової передачі через веб-браузери на Windows, macOS і Linux, а також програми на пристроях iOS і Android. Компанія була запущена корпорацією Naver наприкінці серпня 2015 року і передана Weverse Company 2 березня 2022 року.

## Історія
У 2007 році Naver Corporation запустила свою платформу для відео, але вона була недоступна в багатьох країнах.
На початку серпня 2015 року Naver Corporation випустила програму для ведення прямих трансляцій V Live. Спочатку програма була доступна лише в Google Play Store для Android, але пізніше була додана в App Store для iOS. Додаток було спрямовано на охоплення міжнародних шанувальників, зокрема в Японії, Китаї, Тайвані, Таїланді та В'єтнамі. Тому не було обмежень за регіонами, а веб-сайт мав різноманітні варіанти мов, наприклад англійську, китайську та японську.
V Live відкрив бета-версію 1 серпня 2015 року, а офіційний сервіс розпочався 1 вересня 2015 року.
V Live випустила повну версію Android 2 вересня 2015 року, а повна версія iOS була випущена в середині вересня 2015 року.
За даними Sensor Tower, додаток мав 200 000 завантажень і заробив 600 000 доларів у серпні 2017 року. До травня 2018 року додаток V Live мав понад 1 мільйон завантажень у Google Play Store та iTunes.
27 січня 2021 року було оголошено, що Naver Corporation передасть свій сервіс V Live технологічній дочірній компанії Hybe Corporation, Weverse Company Inc. (раніше відома як beNX Inc.). Перенесення планується розпочати 2 березня 2022 року, починаючи з передачі інформації про користувачів і зміни керуючої компанії до поступового припинення роботи сервісу на користь консолідованої служби, яка ще не названа.

## Сервіси та особливості
V Live має понад 1450 каналів, пов'язаних з різними зірками K-pop, включаючи BTS, Big Bang, Blackpink, Winner, IKON, EXO, Red Velvet, GOT7, GFriend, TXT, Ateez, Treasure, Monsta X, BtoB, Astro, Apink, T-ara, NCT, Twice, Stray Kids, Itzy, IZ*ONE, Infinite, Mamamoo, Rocket Punch, Golden Child, ENHYPEN, Oneus, Victon і Seventeen, а також кілька акторів, таких як Лі Чонсок, Лі Донук і Пак Боянг. V Live може транслювати програми, які варіюються від чатів із шанувальниками, виступів, реаліті-шоу до шоу нагород.
V Live доволі простий у користуванні. Користувачі отримують сповіщення, коли канал, на який вони підписалися, починає пряму трансляцію або завантажує новий вміст. Користувачі також можуть коментувати або надсилати сердечка до відео, які особа, що веде етер, може бачити в режимі реального часу. Спецефекти з'являться на екрані, коли назбирається певна кількість сердечок, (наприклад, вітання з досягненням 100 мільйонів). Кожна взаємодія сприяє «хемі-біту» користувача. «Хемі-біт» відстежує хімію користувачів зі знаменитістю. Користувачі можуть підвищити свій «хемі-біт», регулярно взаємодіючи із каналом, вмикаючи push-повідомлення та поширюючи відео. Наявність високого «хемі-біту» збільшує шанси користувача виграти білет на відвідування заходу, організованого айдолом.

### V Live+
«V Live+» пропонує користувачам ексклюзивний завантажувальний платний контентент. Вміст V Live+ можна придбати за внутрішню валюту — «V COIN», які коштують приблизно 50 одиниць за 1 долар США. Також можна отримати ексклюзивний контент за допомогою коду, наданого під час зовнішньої покупки, наприклад фізичної копії музичного альбому.

### CH+ (Channel+)
Деякі айдоли також мають «CH+» — преміальний канал, доступ до якого можна отримати лише за підпискою. Доступ до такого каналу можна придбати за «V COIN» на 30-денний, 3-місячний, 6-місячний або щорічний основі. «CH+» відрізняються від звичайних каналів тим, що надають приховані трансляції, відео та публікації, які не доступні іншим користувачам сервісу.
Реаліті-шоу, які транслювали виключно на V Live CH+, включають Real GOT7 і BTS: Bon Voyage.

### V COIN
«V COIN» — це електронна валюта платформи, призначена для придбання «платного продукту». «Платний продукт» означає різні продукти (права на перегляд певного «вмісту» та/або права на завантаження, конкретні функції «сервісу» тощо), які «учасник» може придбати в рамках «сервісу». «V COIN» можна придбати/поповнити за допомогою кредитної картки, мобільного телефону, банківського переказу та інших способів оплати, встановлених компанією на платформі сервісу.

### Стікери
Стікери — це елементи зображення, які можна використовувати в чаті V Live. Деякі пакети наклейок обмежені певними каналами і можуть використовуватися лише в чатах цих каналів. Стікери можна було придбати в МАГАЗИНІ за «V COIN». Більшість наборів наклейок або безкоштовні, або коштують 100 монет (1,99 доларів США).
Продаж стікерів припинено 1 грудня 2021 року.

### V Lightstick
«V Lightstick» (стилізується великими літерами) — це цифровий елемент, який виконує роль спеціального значка «серце». «V Lightstick» надає користувачеві подвійне число «сердець» при натисканні, спеціальний екранний ефект при натисканні на серцеві віхи та тривимірний інтерактивний об'єкт, що представляє світлову палку. 1-денні та 30-денні абонементи можна було придбати в розділі Магазин за 50 і 150 монет відповідно. «V Lightstick» можна було використовувати лише в мобільному додатку.
«V Lightstick» був представлений 7 грудня 2018 року і спочатку був доступний лише для BTS, GOT7, Red Velvet, Monsta X, NU'EST W і Twice. 27 грудня 2018 року V Live оголосив про розширення «V Lightstick» і додав цю функцію для каналів Blackpink, IKON, Seventeen, Winner і Cosmic Girls.
«V Lightstick» було знято з продажу 1 грудня 2021 року.

### V Fansubs
«V Fansubs» — це служба субтитрів, яка дозволяє користувачам надсилати власні переклади субтитрів іноземною мовою для відео, розміщений на платформі V Live. Ці субтитри перевіряються командою «V Fansubs» перед завантаженням у V Live. Ця функція була важливим аспектом зростання популярності V Live, залучаючи велику міжнародну базу шанувальників за межами Південної Кореї.

### «Хемі-біт»
«Хемі-біт» — рівень «хімії та удару», який користувач має з певним каналом. Це відповідає кількості взаємодії користувача з певним каналом. Користувач може отримати сім рівнів «хемі-біту». Крім того, всі користувачі кожного каналу оцінюються на основі їх «хемі-біту». Ці рейтинги оновлюються щодня, і ТОП-100 користувачів відображаються на домашній сторінці кожного каналу.
Хоча наразі немає додаткових переваг на основі «хемі-біту», V Live заявляли, що вони планують надати додаткові переваги в майбутньому.

### «Beyond LIVE»
У квітні 2020 року було оголошено, що найбільша розважальна компанія Південної Кореї SM Entertainment і Naver підписали Меморандум про взаєморозуміння (MOU) з метою розширення охоплення концертів для світової аудиторії. Спільні зусилля призвели до створення «Beyond LIVE», серії онлайн-концертів, які, за словами представника SM, поєднують «можливості розробки контенту SM з технологією платформи Naver». Концерти проводяться на платформі V Live.

## Нагороди
Платформа проводить щорічні нагороди, які в просторіччі називають V Live Awards, щоб вшанувати найпопулярніших осіб і контент на веб-сайті. Основні нагороди, Global Top 10 і Rookie Top 5, присуджуються десятці найпопулярніших каналів V Live та новим виконавцям відповідно. Додаткові нагороди за популярність обираються за допомогою онлайн-голосування. Спочатку п'ятнадцять каналів проводили окремі трансляції, де вони отримали нагороду, проте, починаючи з 2019 року, V Live розпочали вручення нагород на церемонії під назвою «V Heartbeat».

## Вплив на Халлю
V Live — це медіа, за допомогою якого корейські знаменитості можуть охопити глобальну аудиторію. Платформа дозволяє шанувальникам, які не говорять корейською мовою, по всьому світу тісно спілкуватися зі своїми улюбленими кумирами Халлю. На V Live існує онлайн-спільнота для фанів-перекладачів, які створюють іноземні субтитри, щоб більше людей могли насолоджуватися вмістом у всьому світі. Перекладачі ранжуються за кількістю рядків, які вони переклали. Процес субтитрування зроблений зручним для користувача, тому шанувальникам не потрібні особливі технічні навички. Для заохочення шанувальників проводяться конкурси та заходи. Наприклад, фанати-перекладачі в минулому вигравали «V COIN» та відеодзвінки зі своїми улюбленими кумирами. Деякі відео мають аж 17 варіантів субтитрів завдяки користувацьким перекладам.
V Live співпрацює з RBW Entertainment Vietnam (дочірньою компанією корейської розважальної компанії RBW), щоб створювати в'єтнамські шоу. Крім того, V Live запустили спеціальні мініконцерти під назвою «V Heartbeat», щоб поєднати зірок K-pop і V-pop. На своє відкриття вони запросили гурт Winner виступити у В'єтнамі.

## Нотатки
1. 1 2  V-Live will soon be transferred to Weverse Company, a subsidiary of HYBE Corporation. Weverse Company is owned in a 51% by HYBE Corp. and 49% by Naver Corp.